# Gary Moore (album)
Gary Moore je kompilační album Gary Moorea. Album vyšlo v roce 1982 u vydavatelství MCA Records v Japonsku. Album obsahuje převážně skladby z alba Back on the Streets.

## Seznam skladeb
| Pořadí | Název                                                 | Autor           | Délka |
| ------ | ----------------------------------------------------- | --------------- | ----- |
| 1.     | The Inquisition                                       | Moore, Hiseman  | —     |
| 2.     | Put It That Way                                       | Moore, Hiseman  | —     |
| 3.     | Flight of the Snow Moose                              | Moore, Campbell | —     |
| 4.     | Parisienne Walkways                                   | Moore, Lynott   | —     |
| 5.     | Hurricane                                             | Moore, Campbell | —     |
| 6.     | What Would You Rather Bee Or A Wasp" (instrumentální) | Moore, Campbell | —     |
| 7.     | Fighting Talk                                         | Moore, Hiseman  | —     |
| 8.     | Am I                                                  | Airey           | —     |
| 9.     | Spanish Guitar                                        | Moore           | —     |